# Apasionado!!
『Apasionado!!』（アパショナード）は宝塚歌劇団の舞台作品。作・演出は藤井大介

。

## 解説
※『宝塚歌劇100年史（舞台編）』の宝塚大劇場公演参考。
"Apasionado"とはスペイン語で「熱い」「情熱の男」という意味。「熱」をテーマに、熱いリズム、熱い血潮、燃え上がる恋、嫉妬の炎、命を懸けた情熱など、様々な「熱」の形を具現化した、情熱的でエネルギーに満ちたダンシング・レビュー。パッショネイトな新紅の炎、強いエネルギー、そして、時にはクールさの中の青い炎を感じさせる作品。

## 公演記録
2008年・月組『Apasionado!!』
11月7日(金)から12月11日(木)まで宝塚大劇場で公演。
2009年1月3日(土)から2月8日(日)まで東京宝塚劇場で公演。
形式名は「ファナティック・ショー」、24場。
併演作品は『夢の浮橋』。
2009年・宙組『Apasionado!!II』
8月3日(月)から8月25日(火)まで博多座で公演。
形式名は「ファナティック・ショー」、24場。
併演作品は『大江山花伝』。
2012年・宙組『Apasionado!!II』
2月1日(水)から2月24日(金)まで中日劇場で公演。
形式名は「ファナティック・ショー」。
併演作品は『仮面のロマネスク』。
2016年・月組『Apasionado!!III』
3月19日 - 4月17日まで全国ツアーとして公演。
形式名は「ファナティック・ショー」。
併演作品は『激情』。
主演は、珠城りょうと愛希れいか。
| 公演日      | 公演場所                                 |
| 3月19日(土) | 梅田芸術劇場メインホール（大阪府）       |
| 3月20日(日) | 梅田芸術劇場メインホール（大阪府）       |
| 3月21日(月) | 梅田芸術劇場メインホール（大阪府）       |
| 3月24日(木) | 岩手県民会館                             |
| 3月26日(土) | 愛知県芸術劇場大ホール                   |
| 3月27日(日) | 愛知県芸術劇場大ホール                   |
| 3月28日(月) | 羽島市文化センタースカイホール（岐阜県） |
| 3月30日(水) | 幸田町民会館さくらホール（愛知県）       |
| 3月31日(木) | 三重県文化会館                           |
| 4月2日(土)  | オーバード・ホール（富山県）             |
| 4月3日(日)  | 金沢歌劇座（石川県）                     |
| 4月5日(火)  | ひたちなか市文化会館（茨城県）           |
| 4月6日(水)  | いわき芸術文化交流館アリオス（福島県）   |
| 4月8日(金)  | よこすか芸術劇場（神奈川県）             |
| 4月9日(土)  | 市川市文化会館（千葉県）                 |
| 4月10日(日) | 市川市文化会館（千葉県）                 |
| 4月12日(火) | 新潟県民会館                             |
| 4月13日(水) | 上越文化会館（新潟県）                   |
| 4月14日(木) | ホクト文化ホール（長野県県民文化会館）   |
| 4月16日(土) | 福岡市民会館（福岡県）                   |
| 4月17日(日) | 福岡市民会館（福岡県）                   |
| ----------- | ---------------------------------------- |

## スタッフ（月組 宝塚・東京）
※氏名の後ろに「宝塚」「東京」の文字がなければ両劇場共通。
- 作曲・編曲：青木朝子/手島恭子
- 音楽指揮：御﨑惠
- 振付：羽山紀代美/御織ゆみ乃/若央りさ/ANJU/KAZUMI-BOY
- 装置：新宮有紀
- 衣装：任田幾英
- 照明：佐渡孝治
- 音響：実吉英一
- 小道具：石橋清利
- 歌唱指導：矢部玲司
- 演出助手：原田諒/野口幸作
- 衣装補：河底美由紀
- 舞台進行：原夏希
- 舞台美術製作：株式会社宝塚舞台（併演作品と共通）
- 演奏：宝塚オーケストラ（宝塚）（併演作品と共通）
- 演奏コーディネート：ダット・ミュージック（東京）（併演作品と共通）
- 制作：木場健之（併演作品と共通）
- 制作補：西尾雅彦（併演作品と共通）
- 制作・著作：宝塚歌劇団（併演作品と共通）
- 主催：阪急電鉄株式会社（併演作品と共通）

## 出演者（月組 宝塚・東京）
※氏名の後ろに文字がなければ2008、9年当時、月組所属者。宝塚・東京共通。
- 萬あきら（専科）
- 磯野千尋（専科）
- 梨花ますみ（専科）

- 瀬奈じゅん
- 越乃リュウ
- 霧矢大夢
- 花瀬みずか
- 一色瑠加
- 遼河はるひ
- 良基天音
- 研ルイス
- 桐生園加
- 美鳳あや

- 涼城まりな
- 音姫すなお
- 青樹泉
- 天野ほたる
- 城咲あい
- 星条海斗
- 憧花ゆりの
- 妃鳳こころ
- 朝桐紫乃
- 龍真咲

- 麻月れんか
- 美夢ひまり
- 萌花ゆりあ
- 榎登也
- 綾月せり
- 羽咲まな
- 光月るう
- 夏月都
- 彩央寿音
- 華央あみり

- 紗蘭えりか
- 鼓英夏
- 明日海りお
- 美翔かずき
- 沢希理寿
- 五十鈴ひかり
- 羽桜しずく
- 妃乃あんじ
- 響れおな
- 宇月颯

- 玲実くれあ
- 琴音和葉
- 彩星りおん
- 夏鳳しおり
- 海桐望
- 瑞羽奏都
- 貴千碧
- 紫門ゆりや
- 白雪さち花
- 麗百愛

- 咲希あかね
- 有瀬そう
- 篁祐希
- 華那みかり
- 蘭乃はな
- 千海華蘭
- 舞乃ゆか
- 煌月爽矢
- 貴澄隼人
- 真愛涼歌

- 風凛水花
- 鳳月杏
- 愛那結梨
- 輝城みつる
- 花陽みら
- 星輝つばさ
- 真凜カンナ
- 紗那ゆずは
- 星那由貴
- 翔我つばき

- 都月みあ
- 美宙果恋
- 凜華もえ
- 愛風ゆめ
- 天翔りいら
- 隼海惺
- 香咲蘭
- 珠城りょう
- 煌海ルイセ
- 夢羽美友

- 紫乃加りあ
- 美泉儷

## 構成（月組 宝塚・東京）
※宝塚・東京共通。（）は配役。

### 前夜
- 音楽：青木朝子
- 振付：羽山紀代美

第1場
一面氷の世界。氷の女王・レイナ（城咲あい）と、氷イエロたちが目覚める。雷トゥルエノス（萬あきら）、風ビエント（磯野千尋）、雨ジュビア（梨花ますみ）が語る。「私たちをめくるめく夢に誘う熱い熱が、今近づく・・・」。

### 第1夜　情熱（パシオン）
- 音楽：青木朝子
- 振付：羽山紀代美

第2場
新紅の大階段。巨大なマントに包まれたグラドス（瀬奈じゅん）が静かに歌いだす。

第3場
眠っていたグラドス（瀬奈じゅん）が熱に生まれ、熱く激しい主題歌を歌う。男たちのスパニッシュダンスが繰り広げられ、カロル男S（霧矢大夢）が歌い、女たちが踊る。

第4場
金色のアパショナード（瀬奈じゅん）が登場し、総踊りとなる。

### 第2夜　熱毒（ベネノ）
- 音楽：手島恭子
- 振付：羽山紀代美

第5場
一人残ったアパショナード（瀬奈じゅん）が、ほてった熱を冷ますようにバラードを歌う。4人の妖艶な女たち（美鳳あや・音姫すなお・天野ほたる・憧花ゆりの）が絡む。清楚な少女チカ（羽桜しずく）が通りかかり、アパショナードは薔薇を一輪渡して去っていく。トゥルエノス（萬あきら）、ビエント（磯野千尋）、ジュビア（梨花ますみ）が現れ、惑わされたチカは薔薇の棘で指をさしてしまう。

第6場
廃墟。幽霊ファンタスマたちの中心にバンビロ伯爵（霧矢大夢）がいる。血の舞踏会、獲物はチカ（羽桜しずく）であった。バンピロ伯爵は情熱の高まりを歌い、ファンタスマたちは激しく踊りだす。チカも次第にバンビロ伯爵の妖しい魅力に落ちていく。

### 第3夜　熱視線（ケンチ・オリャール）
- 音楽：青木朝子
- 振付：ANJU

第7場
3人のアクトル（青樹泉・龍真咲・明日海りお）がいつかスターになりたいと歌う。

第8場
ヴァレンチノの二番目の妻・ナターシャ（城咲あい）がヴァレンチノ（瀬奈じゅん）を懐かしんで歌う。あちらこちらからヴァレンチノに関わりのあった女たちが登場し、ヴァレンチノのシルエットが浮かぶ。

第9場
三つの映画の中で、ヴァレンチノ（瀬奈じゅん）と女たちの妖艶なダンスが繰り広げられる。

第10場
ヴァレンチノ（瀬奈じゅん）がスターの孤独な心を静かに歌いだす。喪服のナターシャ（城咲あい）が静かに通る。

### 第4夜　熱帯夜（トロピコス・ノチェ）
- 音楽：青木朝子
- 振付：若央りさ

第11場
南国に咲き誇る花々が美を競い合い、カーニバルが始まる。

第12場
蜜蜂の王アベハ（瀬奈じゅん）が登場。祭りのボルテージが上がる。

第13場
夜になり、一人残ったアベハ（瀬奈じゅん）の前に、一輪の蘭オルキデア（霧矢大夢）が現れる。二人は恋に落ち、静かに、けれども情熱的に踊る。

第14場A
再び日が昇り、オルキデア（霧矢大夢）が歌い、グアパロサ（城咲あい）を中心とした踊りに発展する。

第14場B
会員が迎える中、カリエンテ（瀬奈じゅん）が登場。南国の花たちの情熱的なパレードが繰り広げられる。

第15場
祭りの後、トゥルエノス（萬あきら）、ビエント（磯野千尋）、ジュビア（梨花ますみ）が歌う。

### 第5夜　熱烈（カリエンテ）
- 音楽：青木朝子
- 振付：KAZUMI-BOY

第16場
満天の星空が荒野。数組の恋人たちが穏やかに恋を楽しんでいる。

第17場
激しいリズムになり、半獣のレイ（瀬奈じゅん）率いるレオンたち（遼河はるひ 他）が現れ、数組の恋人たちを襲う。レイは一人の残った娘・エンブラに何故か手を出せない。レイの中に何かが芽生えかける。再び激しいリズムとなり、戻ってきたレオンたちは、裏切ったレイを追い詰め殺してしまう。

### 第6夜　熱愛（ケンチ・アモル）
- 音楽：青木朝子
- 振付：KAZUMI-BOY

第18場
エンブラの涙が水となり、海となり、大勢の涙ラグリマたち（霧矢大夢(男S)・城咲あい(女S) 他）が静かに、やがて力強く踊り出す。

第19場
ラグリマたち（霧矢大夢(男S)・城咲あい(女S) 他）の情熱がエネルギーとなり、最高の熱・アパショナード（瀬奈じゅん）が生まれる。アパショナードはラグリマたちと共に、命の喜びを歌いあげる。

### 第7夜　熱狂（アパショナード）
- 音楽：手島恭子
- 振付：御織ゆみ乃

第20場
カンタオル（遼河はるひ）が若いバイラオル（美翔かずき・響れおな・宇月颯・瑞羽奏都・貴千碧・紫門ゆりや）を引き連れて歌う。

第21場
エルモソ（瀬奈じゅん）と娘役エルモサたち（城咲あい 他）のダンス。

第22場
モナS（涼城まりな）を中心としたモナたちのロケット。

第23場A
アパショナード（瀬奈じゅん）と男役グアポたち（霧矢大夢 他）のダンス。

第23場B
一人残ったアパショナード（瀬奈じゅん）が、グアポS（霧矢大夢）の歌で踊りあげる。

第24場（配役を含む）
主題歌によるパレード。
- Apasionado - 瀬奈じゅん
- アモル男S - 霧矢大夢
- アモル女S - 城咲あい
- アモル男A - 遼河はるひ・桐生園加・青樹泉・星条海斗・龍真咲・明日海りお
- アモル女A - 羽桜しずく
- アモル男（エストレジャ） - 研ルイス
- アモル女（エストレジャ） - 憧花ゆりの・羽咲まな
- アモル男（Wトリオ） - 千海華蘭・煌月爽矢
- アモル女（Wトリオ） - 咲希あかね・蘭乃はな・花陽みら・紗那ゆずは

（他全員）

## 参考資料
- 監修・著作権者：小林公一『宝塚歌劇100年史 虹の橋 渡りつづけて（舞台編）』阪急コミュニケーションズ、2014年4月1日。ISBN 978-4-484-14600-3。
- 監修・著作権者：小林公一『宝塚大劇場公演プログラム』阪急コミュニケーションズ、2008年11月7日。
- 監修・著作権者：小林公一『東京宝塚劇場公演プログラム』阪急コミュニケーションズ、2009年1月3日。